# 日活コルト
日活コルト（にっかつコルト）とは、テレビ・映画撮影用に使われていたステージガン（プロップガン）の通称である。主に昭和30年代に製作された日活の無国籍アクション映画で多用されたことから、当時からこう呼ばれた。後に日活映画以外でも多用された。

## 概要

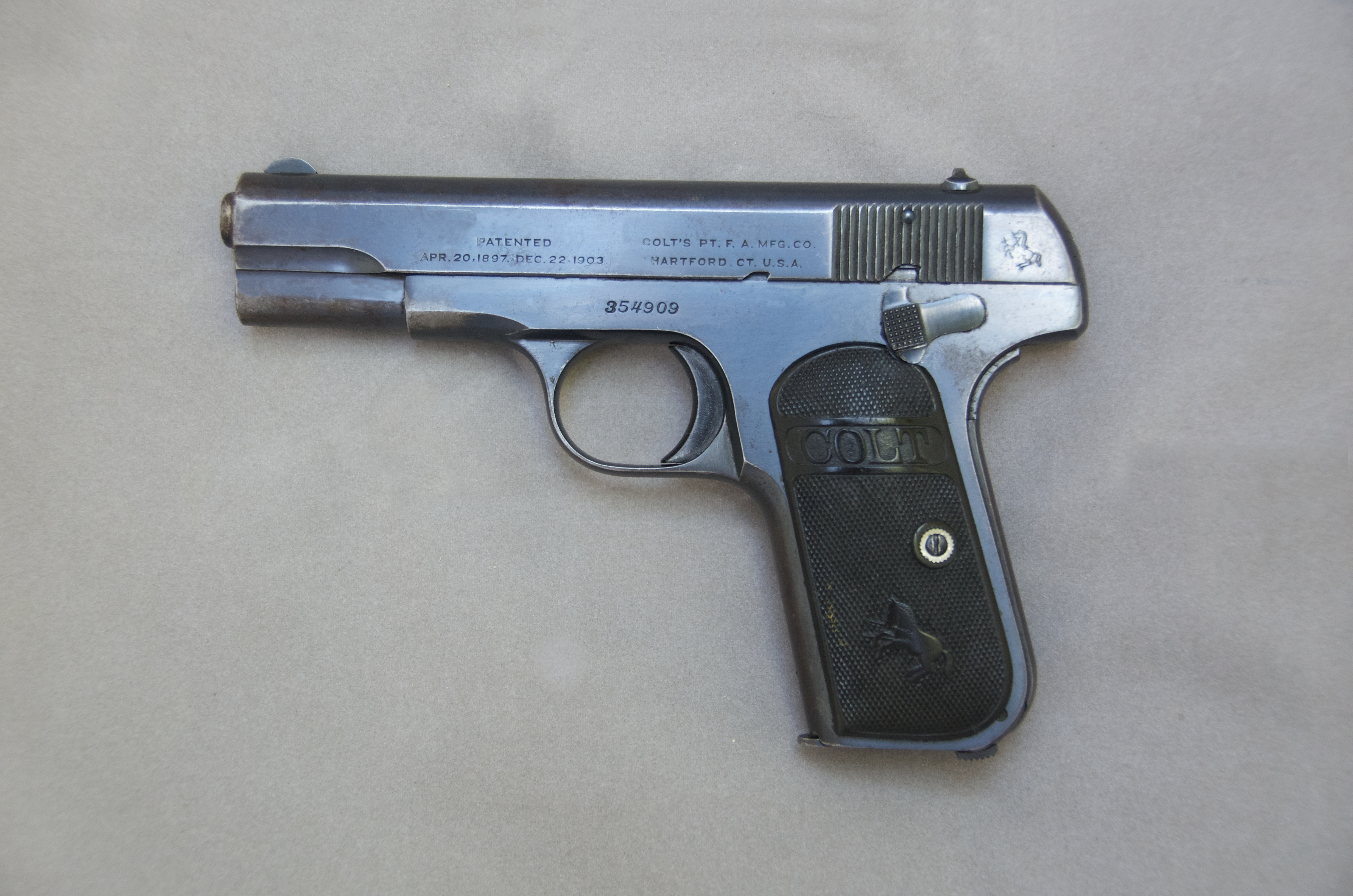
外観のモチーフとされたコルト.32オート
（画像は実銃のもの）

内部に電池と数発分の火薬が仕込まれた“電気着火式”のステージガン（電着銃）で外観はオートマチック式拳銃のものだが、ブローバックも排莢もせず、引き金以外の可動部はない。単純に「引き金を引くと銃口から発砲炎が出て、火薬の破裂音が鳴る」のみの、シンプルなステージガンである。
戦後、日本の映像製作現場では、銃器を登場させる際には警察官の立ち会いの下で借り受けた実銃を空砲で発砲させるなどの手段が取られていたが、昭和30年代になり法規制が厳しくなったことなどもあり、映画会社の日活はモデルガンを扱っていたMGCに映画用の小型けん銃タイプの小道具の製作を依頼した。この依頼に対しMGCの技術スタッフであった小林太三が開発したものが、コルト.32オートをモチーフとして製作したオートマチック拳銃型電着銃である。
構造は実銃とは全く異なり、左右に分割した金属素材の外殻をモナカのように張り合わせており、内部にはグリップ部に電池、引き金後方にロータリースイッチ、銃口部には豆電球サイズの電球用ソケットが数基内蔵されている。左右分割の本体を開いてソケットに発火用の火薬を装着した後に電池を入れ、再び本体の左右を合わせて閉めれば準備完了となる。この状態で引き金を引けばソケットに通電することで発火し、ロータリースイッチにより引き金を引く毎に1基（一発）ごとに発火される。
実物のように可動も排莢もしないとはいえ、単純な構造故に作動の確実性が高く、連発が可能なことは映像演出上で大きなメリットのあるものであった。外観はそれほど精巧に作られているわけではないが、映像の中で記号的に“自動拳銃”として登場する分にはさほど問題はなく、昭和40年代までの映画やテレビドラマでオートマチック式のステージガンの代表として長らく使用され、日活の作品に多く登場していることから“日活コルト”の通称がつけられた。
東京都狛江市の市役所庁舎内の展示スペースには日活コルトとして2丁のブローニングM1910が展示されている。グリップのプレートが取り外されており内部構造が確認できる。
1972年（昭和47年）にMGCから“外観がリアルで、作動の確実性も高い”モデルガンであるハイウエイパトロールマンが発売された頃より使用頻度が減少し、1980年代に入り合成樹脂製で実在する拳銃をリアルに模型化したモデルガンが数多く発売されると、ブローバックするステージガンが主流になり、それらに取って代わられ、映像作品での使用を見ることは稀となった。1990年代に入るとステージガンとして見ることは皆無に近く、明確に確認できるものとしては、1985年（昭和60年）から翌年まで放映されていた『電撃戦隊チェンジマン』のオープニングタイトルで渚さやかが持つ拳銃として使われたのが最後である。
この“日活コルト”のために開発された電着式の発火機構はその後も改良を加えられながら、日本で用いられている電着式のステージガン（プロップガン）の代表的なものとして広く使用されている。そのため、単に“日活コルト”と言った場合には、最初に作られたコルト.32オート型のもの以外の電気着火式ステージガンを指している例や、電着銃の代名詞として「日活コルト」と呼ぶ例もあるため、注意が必要である。